# Casa Manuelet de Joaquin
La casa Manuelet de Joaquin és un edifici d'Horta de Sant Joan (Terra Alta) inclòs a l'Inventari del Patrimoni Arquitectònic de Catalunya.

## Descripció
Està situat a la zona límit del nucli antic, fent cantonada amb el carrer Bonaire, és un edifici de planta baixa, dos pisos i golfa, d'estructura irregular i situat entre mitgeres. És d'estil renaixentista i es troba en bon estat de conservació. La façana principal és al carrer Bonaire, i la posterior al carrer Moragrega.
La façana principal és feta amb carreus de pedra ben escairats i regulars. La planta baixa té la porta d'arc rebaixat i adovellat. La resta d'obertures són disposades en alternança, totes amb llinda i brancals de pedra. El tercer pis, corresponent a la golfa, té un seguit d'obertures petites d'arc de mig punt, descentrades respecte a l'eix de la façana, que formen una galeria. El ràfec de la coberta és força ample, amb bigues de fusta treballades sota coberta de teula àrab.
El contorn de la porta d'accés i de les obertures principals del primer i segon pis són emblanquinats. L'interior és tot reformat. Degut al desnivell del sòl, la façana posterior només consta de planta baixa, pis i golfa. El seu acabat és molt senzill i d'obertures poc ordenades i petites. Les llindes són de fusta i els murs de paredat.